# Kirchenpaueria
Kirchenpaueria Jickeli, 1883 es un género de hidrozoos de la familia Kirchenpaueriidae que actualmente está conformado por 20 especies.

## Descripción[2]
Eje principal sin ramificación. Hidrocladia, también sin ramificación y que se disponen a ambos lados del eje principal (morfología pinnada). En algunas especies del género, estas ramificaciones de la colonia surgen, directamente, de la hidrorriza. Como es habitual en la familia Kirchenpaueriidae, la hidroteca tiene una morfología en copa, con la apertura lisa y circular. Nunca surgen del eje principal. Los pólipos defensivos, surgiendo a través de nematóforos, pueden presentar en el eje principal y pueden, o no, estar también en los internodos, a veces con una nematoteca que los protege. Otras, simplemente al desnudo y, otras, de poco tamaño o poco desarrollados. Solo aparece una gonotecas por ramificación colonial y es frecuente observar adornos en las mismas, tales como espinas o líneas verticales.

## Especies
Listado de las 20 especies reconocidas del género:
- Kirchenpaueria altitheca, Nutting, 1900
- Kirchenpaueria bellarensis, Watson, 2011
- Kirchenpaueria bonnevieae, Billard, 1906
- Kirchenpaueria curvata, Jäderholm, 1904
- Kirchenpaueria fragilis, Hamann, 1882
- Kirchenpaueria galapagensis, Calder, Mallinson, Collins y Hickman, 2003
- Kirchenpaueria goodei, Nutting, 1900
- Kirchenpaueria halecioides, Alder, 1859
- Kirchenpaueria microtheca, Naumov, 1960
- Kirchenpaueria moneroni, Naumov, 1960
- Kirchenpaueria pinnata, Linnaeus, 1758
- Kirchenpaueria triangulata, Totton, 1930
- Kirchenpaueria ventruosa, Billard, 1911
- Kirchenpaueria adhaerens, Millard, 1958
- Kirchenpaueria biseptata, Blackburn, 1938
- Kirchenpaueria echinulata, Lamarck, 1816
- Kirchenpaueria magellanica, Hartlaub, 1905
- Kirchenpaueria plumularioides, Clark, 1877
- Kirchenpaueria similis, Hincks, 1861
- Kirchenpaueria tenuissima, Fraser, 1938

## Observaciones
El género, desde que fue descrito por C. F. Jickeli en 1883, ha sido muy discutido en su taxonomía interna. El género toma entidad con la descripción que realiza M. Bedot en 1916, donde propone como elementos característicos la presencia de nematóforos distales a las hidrotecas o la presencia única de nematóforos mediales en los internodos. Como vemos, estos son caracteres, todos, de la familia Kirchenpaueriidae. Ya Willem Vervoort, en 1966 y N. A. H. Millard, en 1975, propusieron fusionar el género Ventromma y el género Kirchenpaueria. Actualmente se piensa que la similitud morfológica va más allá y, quizá, cuatro géneros de la familia Kirchenpaueriidae puedan estar lo suficientemente relacionados como para considerarlos conjuntamente.